# Олександр Мотиль
Александр Джон Мотиль (нар. 21 жовтня 1953, Нью-Йорк) — американський історик, політолог, поет, письменник, перекладач і художник-живописець. Мешкає в Нью-Йорку. Він є професором політології в університеті Ратґерса в Ньюарку, Нью-Джерсі та спеціалістом щодо України, Росії та Радянського Союзу.
Мотиль закінчив Вищу школу Реґіс у Нью-Йорку в 1971 році. Він навчався в Колумбійському університеті, закінчив його зі ступенем бакалавра в галузі історії в 1975 році та отримав ступінь доктора філософії з політології в 1984 році. Мотиль викладав у Колумбійському університеті, Університеті Легай, Гарвардському університеті і на даний час є професором політичних наук в Університеті Ратґерса-Ньюарк.
Член Українського ПЕН.

## Біографія
Народився в Нью-Йорку. Батьки родом зі Львівщини. Вивчав історію та живопис у Колумбійському університеті. Образотворчому мистецтву навчався у живописця Леона Гольдіна (1923—2009) і у скульптора Михайла Черешньовського. В 1975 отримав ступінь бакалавра історії з відзнакою summa cum laude.
- 1979 ступінь магістра міжнародних відносин у Школі міжнародних відносин, Колумбійський університет. Сертифікат інституту Східної і Центральної Європи. Спеціалізація «Міжнародні медіа та комунікації»
- 1983 магістр філософії (Master of Philosophy) з політології (там само)
- 1984 — захистив докторську (Ph.D) дисертацію з політичних наук в Колумбійському університеті за темою: «The Ethnic Stability of the Soviet Multinational State: Conceptualization, Interpretation, Case Study»
- Відвідував Україну, зокрема, 2012 року — Київ, Львів, Донецьк.

## Кар'єра
Олександр Мотиль і письменник, і митець, і науковець, і викладач. Він довлі успішний у літературній галузі, двічі номінований на Премію Пушкарт (2008, 2013). Також опублікував збірку поезії «Точки зникнення» (Vanishing points), у 2021 має вийти інша збірка «Переживання» (Worries). Його картини вистявлялись на численнрих виставках. Мотиль багато писав про Радянський Союз, Україну, революції, нації і націоналізм в імперії. Вся його творчість високо концептуальна і теоретична, опирається на основи політології в твердій філософській базі; він дочасно вирішив, що всі теорії недосконалі і що теоретичний плюралізм неминучий. В 2001 році в «Кінці імперії» він побудував теоретичну основу для вивчення імперії як політичної структури. У 2019 році він став лауреатом Премії Омеляна і Тетяни Антоновичів.

## Теорія імперії
Він використовує стандартні моделі географічної і політичної галузей, що формуються з ядра до периферії. Структуру імперії становлять еліти ядра, що пов'язані з периферійними елітами на взаємодіях які можуть бути забезпечені будь-якими засобами: агресією, примусом або взаємною згодою. А поки є вертикальні стосунки між ядром і периферією, відсутні реальні взаємовідносини між периферією і периферією.
Цю ситуацію він називає неповним колесом: є вузол і шпиці, але нема оболонки. Імперії, в цій теоретичній концепції, залежать від відносної відсутності зв'язку на периферії, а живлення ядра частково залежить від його ролі в нервовому центрі.
Мотиль описує три типи імперських структур: безперервні, дискретні (перервані) та гібридні. В безперервній імперії всі території прилягають одна до одної на суші. Монгольська імперія, Російська імперія, Імперія ацтеків і Аккадська імперія є прикладами таких безперервних імперій. Перервана імперія — це та, яка править територією за кордоном або ексклавом далеко від імперського ядра. Морські імперії, такі як європейські колоніальні імперії, (Британська імперія, Французька, та ін.) — приклади перерваних імперій. Гібридна імперія править і прилеглими, і віддаленими територіями. Прикладом може бути німецький Райх, який мав імперські володіння в Європі, а також за кордоном в Африці. Він наводить приклад Росії також у своїй попередній книзі «Пострадянські нації».
Мотиль також постулює різні ступені імперій: офіційні, неофіційні і гегемоністичні. В офіційних імперських стосунках ядро може призначати і звільняти периферійну еліту, уникнути будь-яких зовнішніх впливів політики, і напряму правити внутрішньою політикою. В неформальних імперських стосунках ядро має вплив, але не має контролю над призначенням і звільненням периферійної еліти, має прямий контроль над зовнішньою та внутрішньою політикою. Нарешті, в гегемоністичній імперії ядро не контролює призначення та звільнення периферійних еліт, має контроль за зовнішньою політикою та не має контролю над внутрішньою політикою.
Імперія закінчується, коли починається значна периферійна взаємодія, не обов'язково тоді, коли ядро перестає керувати периферією. Стосунки «ядро-периферія» можуть бути як сильними, так і слабкими, та периферія втримується в імперії, лише допоки не виникає взаємозв'язок «периферія-периферія».
Багато спостерігачів імперії роблять різницю, більшість з них через деякі правила або стратегії, засновані на гордості або почутті національної переваги, через розходження думок, що імперії вибухають, коли зазнають поразки від зовнішнього ворога.
Нарешті, Мотиль попереджає, що ні одна теорія імперії не пояснює, чому вони підіймаються та падають однаково. Навіть, якщо злет і падіння абсолютно однакової природи, з цього виходить, що введення факторів, що впливають на ріст, впливають і на падіння, якщо їх прибрати.

## Інші види діяльності
Мотиль також активний як поет, письменник-фантаст і художник. Його романи включають «Останній рубіж Путіна» (2021), «Ардор» (2016), "Вовочка (2015), «Фолл-Рівер» (2014), «Солодкий сніг» (2013), «Моя Орхідія» (2012), «Єврей, що був українцем» (2011), «Легковажність» (2009), «Хто вбив Андрія Воргола» (2007) та «Горілчаний отець» (2005). Його вірші з'явилися в «Mayday», «Counterexample Poetics», «Istanbul Literary Review», «Orion Headless», «The Battered Suitcase», «Red River Review», «Green Door» і «New York Quarterly».
Він проводив читання своєї фантастики і поезії в Нью-Йорку в Корнелія-Стріт кафе та Бауері-клаб (клуб поезії). Він представив Інтернет-Галерею, www.artsicle.com; його твори доступні на www.artsicle.com. Мотиль виставляв свої картини в Нью-Йорку, Торонто, Філадельфії і Вестпорті.
В огляді роману «Єврей, що був українцем», Майкл Джонсон написав в «The American Spectator»: "Головний герой Володимир Фрауенціммер народився в результаті зґвалтування в кінці Другої Світової війни, коли його мати була українкою в таборі Аушвіц, де ненавиділи євреїв, а батько був бандитом-сталіністом, що ненавидів українців. Вони одружились, але жили в різних кімнатах і рідко розмовляли одне з одним… Олександр Мотиль відчував явно велике задоволення, коли писав свою останню книгу «Єврей, що був українцем», книгу, що була напівкоміксом з серйозною історичною основою. Йому вдається розважати і кидати виклик, не втрачаючи в голові імпульсу в галузі абсурдистської літератури.
Дія роману «Солодкий сніг» розгортається в період Голодомору-геноциду. Поки в країні триває жахливий голод, таємна поліція арештовує підозрюваних у шпигунстві. В одній тюремній камері опиняються німецький аристократ із Пруссії, єврей-комуніст із Нью-Йорка, польський дипломат зі Львова та український націоналіст із Відня. Під час перевезення автомобілем вони втікають. Герої книжки проходять крізь знищені села, сплюндровані краєвиди та повз замерзлі тіла. Борючись за виживання, вони постають перед жахом голоду, власних ілюзій, слабкостей та смерті. 

## Позиція стосовно Донбасу
Олександр Мотиль у 2015 році дотримувався думки, що конфлікт на Донбасі треба «заморозити», але не прагнути просто повернути території в актуальному стані (на 2015 рік). Він вважав, що в цій ситуації для України «втрата Криму і Донбасу — позитивна зміна. Це були найбільш регресивні регіони із совковим населенням, які стримували рух уперед. Україна без Криму й Донбасу — значно сильніша й має більше шансів на успіх. Якщо ці території повернуться в такому стані, як нині, — це буде кінець українського демократичного проекту.».

## Цитати
12.06.2011. Захоплюючи всю владу, Янукович фактично знищив політичні інституції України. <…> Султанське правління у стилі Януковича, можливо, й спрацювало б в Україні 15 століття, але не 21-го
12.06.2011. Гіперцентралізована система, що складається з лідера, який збився з курсу, відсутніх інституцій і кар'єристів з бандитської партії, не може бути реформаторською, ефективною або легітимною
12.06.2011 …хоча Янукович є безперечним володарем, він абсолютно неадекватний у своєму розумінні сучасного суспільства, економіки та політики. Абсолютні правителі можуть бути успішними, тільки і якщо вони є королями-філософами, а Янукович — важка дитина з непростого містечка з двома підозрілими дипломами з освітніх установ-одноденок — не є ним. Недостатність знань й інформаційне перевантаження дуже швидко виснажать його
02.05.2012. Україна дуже цікава. З огляду на Помаранчеву революцію, з огляду на Януковича, які б там не були процеси — позитивні чи негативні — вони цікаві. Там щось постійно міняється. Там є потенціал на зміни… — позитивний чи негативний.
02.05.2012.…"експеримент", авторитаризму не вдасться Януковичу <…> кричуща некомпетентність режиму Януковича означає, що цей режим сам собою не здатний знищити Україну. Вони постараються зробити це, звичайно. <…> Вони використовують, скільки можуть, крадуть, скільки можуть… Але завдяки тому, що це є люди, в основному, обмежені і некомпетентні — їм не вдасться побудувати авторитарний режим, ну такий — солідний, сильний, стабільний
09.02.2015. Уперше за 25 років Україна перебуває в унікальному стані. Можливо все. Може стати багатою й демократичною. Або ж іще більш корумпованою й кризовою. Але країна знайшла свою ідентичність. Еліта відчуває потребу реформ. Уперше Захід солідно економічно підтримує Україну. Це триватиме й надалі, бо стало питанням геополітичного протистояння з Росією. Громадянське суспільство змобілізувалося. Завжди говорили, що незалежність далася Україні залегко. Тепер люди за неї проливають кров.
16.05.2016. Так, зрозуміло, українські еліти глибоко корумповані, і їхнє прагнення до перемоги над корупцією залишає бажати кращого. Так, Україна потребує кращих еліт, більш чистих еліт. Так, їй потрібні більш компетентні, більш ефективні, більш професійні еліти. Але, як говорив колишній президент країни Леонід Кравчук, «маємо те, що маємо». Існуючі еліти не стануть кращими, якщо українське громадянське суспільство, медіа та Захід будуть постійно наполягати на тому, що вони безнадійно корумповані та повинні піти. Звичайно, корумповані, і, звичайно, вони повинні піти, але перш ніж кричати «відрубайте їм голови!», українцям варто задуматися, які святі прийдуть їм на зміну. … Чеснота, як і успішні зміни, створюється важкою працею, а не гільйотинами.
06 липня 2022. Якщо Україна впаде, наступною буде Європа. ….Як реагувати на напад на країну НАТО, залежить від окремих членів і від того, що вони вважають за необхідне. Польща може послати війська, німці організувати марш миру, а французи провести конференцію. ….У своїх аргументах Папа Римський ігнорує реальність російського історичного і сучасного імперіалізму, природу путінської системи та імперсько-авторитарну політичну культуру Росії. ….Україна становить загрозу для Росії, але не тому, що може теоретично стати членом НАТО 2050 року, а тому, що саме її існування як демократичної країни загрожує російському імперіалізму. ….Що це все означає для політики? По-перше, спрощене уявлення про світ, яке пропагують деякі, небезпечно помилкове і має бути відкинуте. По-друге, росіяни — не діти, а холоднокровні розважливі дорослі, глибоко віддані територіальній експансії, політичній диктатурі та жорсткому контролю над суспільством. І, по-третє, якщо Росії вдасться окупувати Україну, вона продовжуватиме розширюватися, бо її імперіалістична програма, фашистська політична система та імперіалістична політична культура вимагають і сприяють розширенню. Як лаконічно висловився директор Ермітажу, «ми всі мілітаристи та будівельники імперії».
 5–11 листопада 2023 р. Всі імперії зрештою зазнають краху; навіть імперії, які здаються стабільними, зрештою занепадають, поки не залишається лише імперський центр. Далі він стверджує, що імперії, які пройшли тривалий процес розпаду, не прагнуть до повторної імперіалізації. Але зовсім інша історія з імперіями, які раптово і всеохоплююче руйнуються на піку своєї могутності через катаклізми, що розривають формальні зв'язки між ядром і периферією. Мотиль називає Російську імперію, вільгельмінівську Німеччину та Радянський Союз типами імперій, у яких «імперська ідеологія залишилася живою та здоровою після краху, що призвело до спроб еліт імперського центру відтворити всі або частини своїх колишніх імперій». Неодноразові спроби пострадянської Росії реімперіалізувати з 1991 року (і особливо з 2000 року, коли до влади прийшов Путін) схожі на спроби міжвоєнної Німеччини. За словами Мотиля, «успіх чи невдача реімперіалізації загалом залежить від балансу сил між ядром, периферією та будь-якими державами, що втручаються». Передумовами для реімперіалізації є потужна армія, сильна економіка та ефективний уряд. Сприятливі умови включають вже існуючі інституційні зв'язки між імперським ядром і периферією, зовнішні сили, байдужі або сприйнятливі до імперської експансії, авторитарне правління в центрі імперії та імперську ідеологію, яка стимулює прагнення до імперії. Російська Федерація, як і Третій Рейх, позбавлена всіх цих компонентів, що наближає її до кінця. Щоб пришвидшити цей процес, Захід повинен підтримати Україну «у звільненні її територій від російської окупації, надавши їй необхідну зброю — скоріше, ніж пізніше. Якщо Захід продовжить уповільнювати військові поставки [в Україну] — або навіть зменшувати їх — це лише продовжить неминучий процес і збільшить страждання. У будь-якому випадку російська реімперіалізація приречена на провал». 

### Монографії
- Підсумки імперій: занепад, розпад і відродження. — К.: Критика, 2009.
- Nations in transit, 1999—2000. — New Brunswick [N.J.]: Transaction Publishers, 2001. −749 pp. ISBN 0-7658-0773-4
- Imperial Ends: The Decline, Collapse, and Revival of Empires (2001)
  - В укр.перекладі: Кінець імперії. — Київ, Критика, 2009.
- Revolutions, Nations, Empires: Conceptual Limits and Theoretical Possibilities(1999)
- Dilemmas of Independence: Ukraine after Totalitarianism. — N.Y.: Council on Foreign Relations Press, 1993. −217 pp. ISBN 0-87609-131-1
- Sovietology, Rationality, Nationality: Coming to Grips with Nationalism in the USSR (1990)
- Will the Non-Russians Rebel? State, Ethnicity, and Stability in the USSR (1987)
- The Turn to the Right: The Ideological Origins and Development of Ukrainian Nationalism, 1919—1929 (1980)
- ALEXANDER MOTYL: «VOVOCHKA: The True Confessions of Vladimir Putin's Best Friend and Confidant» October 1, 2015

Редактор
- The Holodomor Reader: A Sourcebook on the Famine of 1932—1933 in Ukraine (2012), coedited with Bohdan Klid.
- Russia's Engagement with the West: Transformation and Integration in the Twenty-First Century (2004), coedited with Blair Ruble and Lilia Shevtsova.
- The Encyclopedia of Nationalism, 2 vols. (2000)

### Романи
- Pitun's Last Stand. An Entertainment about the Fall of Russia (2021)
- Ardor (2016)
- Vovochka (2015)
- Fall River (2014)
- Sweet Snow (2013)
- My Orchidia (2012)
- The Jew Who Was Ukrainian (2011)
- Flippancy (2009)
- Who Killed Andrei Warhol (2007)
- Whiskey Priest (2005)

### Статті (вибірково)
- The Surrealism of Realism: Misreading the War in Ukraine // World Affairs, January/February 2015; український переклад — Zbruch, 14.01.2015
- Джерела російської поведінки, Zbruch, 19.11.2014
- Лишіть Путіну його недоїдки, Zbruch, 27.10.2014
- Ukraine Must Reform to Save Itself // World Affairs Blog, 17 October 2014; український переклад — Zbruch, 20.10.2014
- Loose Cannons and Ukrainian Casualties // World Affairs blog; український переклад — Zbruch, 31.08.2014
- Putin's Russia as a State Sponsor of Terrorism // World Affairs blog, 14 April 2014; український переклад — Zbruch, 15.04.2014
- Could Russia Occupy Ukraine? // World Affairs blog, 7 April 2014; український переклад — Zbruch, 09.04.2014
- Why Ukraine Should Risk It All // Foreign Policy, March 13, 2014; український переклад — Zbruch, 15.03.2014
- Is Losing Crimea a Loss? // Foreign Affairs, March 10, 2014; український переклад — Zbruch, 13.03.2014
- Yanukovych Must Go // Foreign Affairs, December 11, 2013; український переклад — Zbruch, 13.12.2013
- Russia's Revisionist Claims on Ukraine and Moldova // World Affairs, 11 October 2013; український переклад — Zbruch, 15.10.2013
- On Nationalism and Fascism // World Affairs; український переклад — Zbruch, 11.06.2013
- Yanukovych Could Divide and Destroy Ukraine // World Affairs blog, 24 May 2013; український переклад — Zbruch, 26.05.2013
- Spy vs. Spy in Ukraine and Russia // World Affairs, 3 May 2013; український переклад — Zbruch, 06.05.2013
- Soviet-Style Imperialism & the Ukrainian Language // World Affairs; український переклад — Zbruch, 01.03.2013
- Fascistoid Russia: Whither Putin's Brittle Realm?. — World Affairs, March/April 2012
- Yanukovych Brings in Russian Thugs for Back-Up. — World Affairs, 10 February 2012
- Інтерв'ю: «Європа — це єдиний вихід для Віктора Януковича». // Український тиждень, 18.11.2011
- Контрреволюція Януковича[недоступне посилання з липня 2019]. // «Критика», № 3-4, 2010
- Системні трансформації Росії з часу перебудови: від тоталітаризму до авторитаризму, від демократії до фашизму?" // The Harriman Review, Volume 17, Number 2, March 2010, фрагмент; український переклад — Zbruch, 03.06.2013
- Surviving Russia's drift to fascism. // Kyiv Post, 17.01.2008
- Is Putin's Russia Fascist? // The National Interest, 3.12.2007

### Інтерв'ю
- Niech sobie Rosjanie zabiorą Donbas // Gazeta Wyborcza, 19.09.2014; український переклад — Zbruch, 24.09.2014